# Norm Macdonald
Norman Gene "Norm" Macdonald, född 17 oktober 1959 i Québec i Québec, död 14 september 2021 i Pasadena i Kalifornien, var en kanadensisk ståuppkomiker, författare och skådespelare. I början av sin karriär skrev han för sitcomserien Roseanne. Macdonald var sedan med i ensemblen på Saturday Night Live (SNL) under fem år, där han bland annat ledde "Weekend Update"-sketchen under tre säsonger, han gästmedverkade under samma tid även bland annat i TV-serier som The Drew Carey Show och NewsRadio. Efter att ha lämnat SNL spelade han huvudrollen i filmen Dirty Work och i sin egen sitcomserie, Norm show, 1999–2001.
År 2013 startade Macdonald videopodcasten, Norm Macdonald Live, där han bland annat intervjuade andra komiker. 2018 ledde han Norm Macdonald Has a Show, en pratshow på Netflix, med liknande koncept som podcasten. Macdonald spelade under sin karriär i ett antal filmer, röstskådespelade och gästade pratshower som Conan, Late Night with David Letterman och The Howard Stern Show.

## Biografi
Macdonald föddes 1959 i Québec, där han också växte upp. Hans föräldrar, Ferne (född Mains) och Percy Lloyd Macdonald, var båda lärare. Fadern dog 1990. Norm Macdonald hade en äldre bror, Neil Macdonald, journalist på CBC News samt en yngre bror.
Norm Macdonalds första framträdanden som komiker skedde på olika ståuppklubbar i Ottawa omkring 1985. Han uppmärksammades 1986, efter sitt framträdande på Just For Laughs Comedy Festival i Montréal. 1990 gjorde han ett framträdande i den amerikanska talangshowen Star Search (där han fick en trekvarts stjärna av 4 möjliga). Macdonald anställdes 1992 som manusförfattare på Roseanne, ett uppdrag han lämnade ett år senare för att ansluta sig till NBC:s direktsända varietéunderhållningsprogram Saturday Night Live. 
Under sin tid på Saturday Night Live (1993–1998) gjorde han sig populär genom sina imitationer av diverse kända amerikaner, däribland Burt Reynolds, David Letterman, Larry King, Quentin Tarantino, Bob Dole och Clint Eastwood. Norm Macdonald ledde även den sedan starten återkommande SNL-sketchen "Weekend Update" och är enligt Chevy Chase den första sedan Chase själv som klarat av att göra "Weekend Update" rätt. 
Att Macdonald fick lämna SNL hänförs ofta till att han under "Weekend Update" gick hårt åt O.J. Simpson med många skämt som utmålade Simpson som skyldig till morden på sin fru och hennes vän (även efter Simpson friades för morden). Detta skulle vara eftersom chefen för NBC:s västkustdivision Don Ohlmeyer var vän med Simpson. Macdonald sade senare i en intervju att han trodde att han avskedades på grund av att Ohlmeyer jämförde honom med Jay Leno, som regelbundet rev ner skrattsalvor medan Macdonald ägnade sig åt mer experimentella och non sequitur-skämt som inte alltid framkallade samma reaktion.
Efter SNL spelade Macdonald huvudrollen i Dirty Work (1998), regisserad av Bob Saget, med motspelare som Artie Lange och Chris Farley. Senare samma år gjorde Macdonald rösten till hunden Lucky i Eddie Murphys nyinspelning av Dr. Dolittle. Han repriserade rollen i både Dr. Dolittle 2 (2001) och Dr. Dolittle 3 (2006). Macdonald gjorde 1999 en cameoroll i biografifilmen om Andy Kaufman, Man on the Moon, i regi av Miloš Forman. Macdonald hade även medverkat i Formans föregående film, Larry Flynt – skandalernas man (1996).
År 1999 fick Norm Macdonald sin egen sitcomserie Norm show, där han spelade mot Laurie Metcalf, Artie Lange och Ian Gomez. Serien sändes i tre säsonger på ABC. År 2000, spelade Macdonald återigen huvudrollen i en långfilm, denna gång tillsammans med Dave Chappelle i Screwed. Han fortsatte livet ut med såväl ståuppkomik som att medverka i olika filmer och TV-serier, däribland i serier som Family Guy, My Name Is Earl och The Orville samt i filmer som Hollywood gigolo och Senior Skip Day. Macdonald spelade också titelrollen i sitcomserien En minut med Stan Hooper (2003), vilken blev kortlivad. 
På senare år hade Macdonald bland annat sin egen podcast, Norm Macdonald Live, vilken från 2018 fortsatte som pratshow på Netflix, med titeln Norm Macdonald Has a Show. Han fortsatte även att röstskådespela, bland annat i Mike Tyson Mysteries (2014–2020) och Klaus (2019). Macdonald gav 2016 ut boken Based on a True Story: Not a Memoir.
Macdonald avled 2021 i cancer. Han var sjuk i nio år men höll detta hemligt för allmänheten och även sina närmsta. Han blev 61 år. 

### Privatliv
Norm Macdonald gifte sig 1988 med Connie Vaillancourt, med vilken han fick en son 1993. Makarna separerade 1999.

## Filmografi i urval
- 1992–1993 – Roseanne (TV-serie) (manusförfattare)
- 1993–1999 – Saturday Night Live (TV-serie)
- 1995 – Billy Madison
- 1996 – Larry Flynt – skandalernas man
- 1996–2000 – The Drew Carey Show (TV-serie)
- 1997 – NewsRadio (TV-serie)
- 1998 – Dirty Work
- 1998 – Dr. Dolittle
- 1999 – Hollywood gigolo
- 1999 – Man on the Moon
- 1999–2001 – Norm show (TV-serie)
- 2000 – Screwed
- 2001 – The Animal
- 2001 – Dr. Dolittle 2
- 2003–2004 – A Minute with Stan Hooper (TV-serie)
- 2005 – Fairly Odd Parents (röst)
- 2005 – Deuce Bigalow: European Gigolo
- 2006 – Dr. Dolittle 3
- 2007–2009 – My Name Is Earl (TV-serie)
- 2008 – Senior Skip Day
- 2008 – Niko - på väg mot stjärnorna (röst)
- 2010–2018 – The Middle (TV-serie)
- 2011 – Norm Macdonald: Me Doing Standup (TV-special)
- 2011 – Sports Show with Norm Macdonald (TV-serie)
- 2011 – Jack and Jill
- 2013–2017 – Norm Macdonald Live (TV-serie)
- 2014–2020 – Mike Tyson Mysteries (TV-serie)
- 2017 –	Hitler's Dog, Gossip & Trickery (TV-special)
- 2017 – The Orville (TV-serie)
- 2018 – Norm Macdonald Has a Show (TV-serie)
- 2019 – Klaus (röst)
- 2022 –	Norm Macdonald: Nothing Special (TV-special)

### Webbkällor
- Norm Macdonald på Internet Movie Database (engelska)